# Aeropuerto John Wayne
El Aeropuerto John Wayne (IATA: SNA, OACI: KSNA, FAA LID: SNA) es un aeropuerto internacional en Orange County, con su dirección postal en la ciudad de Santa Ana, de ahí el código de aeropuerto de IATA. La entrada al aeropuerto es por MacArthur Blvd. en Irvine, la ciudad que colinda con el aeropuerto al norte y al este. Newport Beach y Costa Mesa forman las fronteras meridionales y occidentales, junto con una pequeña área no incorporada a lo largo de la Ruta Estatal de California 73. Santa Ana está justo al norte, en realidad no toca el aeropuerto. Originalmente llamado Aeropuerto de Orange County, la junta de supervisores de Orange County le cambió el nombre en 1979 para honrar el actor John Wayne, que vivió en Newport Beach y murió ahí mismo en ese año.
El Plan Nacional de Sistemas Integrados de Aeropuertos para 2011-2015 lo categorizó como un aeropuerto de servicio comercial primario ya que cuenta con más de 10,000 abordajes de pasajeros por año. Los registros de la Administración Federal de Aviación mencionan que el aeropuerto tuvo 4 247 802 de embarques en 2011, una disminución desde los 4 278 623 de 2010.
El Aeropuerto Internacional John Wayne es el único aeropuerto comercial en el Orange County. Las operaciones de aviación general superan a las operaciones comerciales y en varias instalaciones en el aeropuerto opera la aviación general y la comunidad de la aviación corporativa. El otro aeropuerto de aviación general en el condado es Aeropuerto Municipal de Fullerton. Otros aeropuertos comerciales cercanos son el Aeropuerto de Long Beach, el Aeropuerto Internacional de Los Ángeles y el Aeropuerto Internacional LA/Ontario. En 2008 el aeropuerto John Wayne fue el segundo aeropuerto más concurrido de la zona (por conteo de pasajeros) con casi 9 millones de pasajeros totales
A 2014, las mayores aerolíneas en el aeropuerto John Wayne eran Southwest Airlines, United Airlines, American Airlines, Alaska Airlines y Delta Air Lines.
La pista principal, de 5,701 pies (1,738 m), es una de las más cortas de cualquier aeropuerto importante en los Estados Unidos, y los aviones de pasajeros en el aeropuerto nunca ha sido mayor que el Boeing 757. (Algunos aviones de carga más grande vuelan de SNA, como el A310/A300 de FedEx.) Algunas puertas están construidas para soportar a aviones hasta del tamaño de un Boeing 767, lo que podría funcionar con restricciones de carga de carga útil/combustible. Nunca algún avión de fuselaje ancho ha sido alguna vez programado en SNA.
El Aeropuerto John Wayne está a 23 km (14 millas) de la principal atracción del Condado - el Disneyland Resort. (El Aeropuerto Internacional de Los Ángeles está a 56 km (35 millas) de Disneyland).
Una estatua del mismo nombre del aeropuerto acoge a los pasajeros en la zona de llegadas en la planta baja.

## Información del aeropuerto
El aeropuerto responde a las necesidades generales y comerciales de la aviación del área. La pista principal de 1,738 metros, es una de las más cortas de cualquier aeropuerto importante en los Estados Unidos. Debido a la pista se restringe el tráfico de aviones más grandes que el Boeing 757.
La terminal principal, lleva el nombre del último supervisor del condado (Thomas F. Riley), el cual impulsó la extensión del aeropuerto en los años 80s. La terminal de Riley se divide en dos pistas (A y B), cada pista tiene un edificio de control aéreo. Una terminal separada sirve a la aviación general. El aeropuerto J. Wayne está a 14 millas de Disneilandia, la principal atracción del Condado de Orange. Por el contrario, el Aeropuerto Internacional de Los Ángeles está a 35 millas de Disneilandia. Una estatua de John Wayne da la bienvenida a los usuarios del aeropuerto.

## Historia

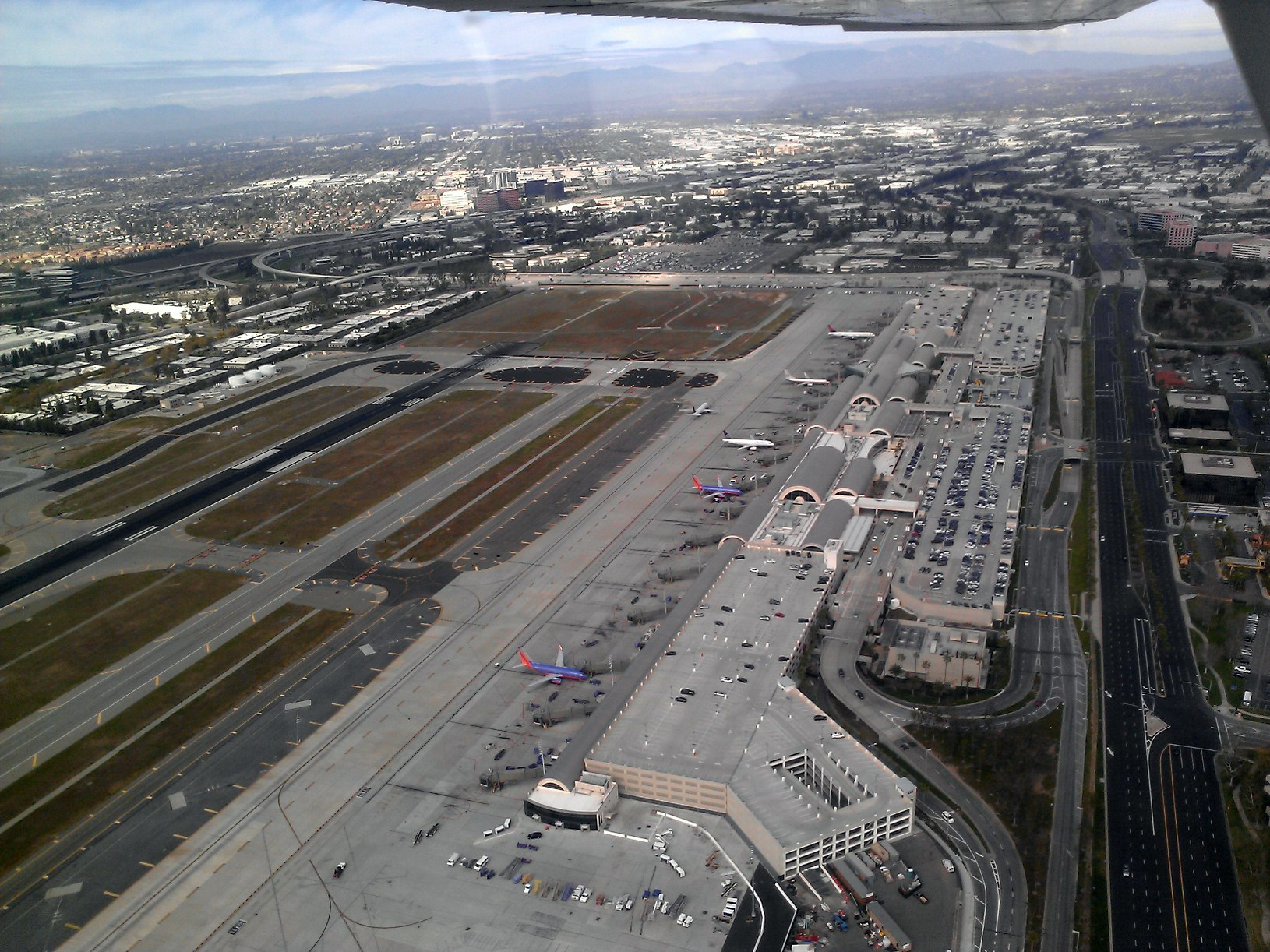
Terminal del Aeropuerto John Wayne.

La primera pista de aterrizaje fue construida en 1923, cuando Eddie Martin fundó una escuela de vuelo en tierra de la Compañía Irvine. Fue comprada por el Condado en 1939 y permaneció bajo propiedad y gerencia del condado. El 19 de junio de 1950, comenzó a funcionar una pista del aeropuerto y funcionó cada domingo. Debido al incremento del tráfico aéreo se cerró en 1959. En 1967, se construyó la primera terminal para pasajeros, fue nombrada Terminal Eddie Martin. La terminal Eddie Martin fue demolida en 1994 y substituida por la terminal Riley.
El 16 de agosto de 1987, el vuelo 255 de Northwest Airlines se estrelló después de despegar del Aeropuerto Metropolitano de Detroit, muriendo todos los pasajeros y la tripulación, excepto una niña de cuatro años. El vuelo cubría la ruta Detroit-Condado de Orange, con una escala en el Aeropuerto Internacional Sky Harbor de Phoenix.
La desarrollo económico y el incremento poblacional en la región estimularon la extensión y la remodelación del aeropuerto en 1974, 1980, 1982, y 1990. A finales de los 90s y a principios del siglo XXI se propuso la creación de un nuevo aeropuerto; sin embargo después de una batalla prolongada, la propuesta fue rechazada y no se construyó el aeropuerto.
En el 2003, el aeropuerto sirvió a 8 535 130 personas y se cargaron 15 406 toneladas de flete aéreo. Además la suma de despegues y aterrizaje fue de 249 551. En el 2004, se propuso cambiar el nombre del aeropuerto, sin embargo la idea fue rechazada después de recibir respuestas negativas por parte de residentes locales.
En el año 2009 Virgin America comenzó a operar en el Condado de Orange, San Francisco.
En el año 2010 Air Canada, la aerolínea más grande de Canadá, inició sus operaciones desde Toronto. Esta fue la primera vez que en el aeropuerto operaron vuelos internacionales.
Por desgracia a finales de 2010, estas dos compañías dejaron de operar vuelos comerciales en el Condado de Orange.
En 2011 la aerolínea canadiense de bajo coste, WestJet, inició sus operaciones en este aeropuerto de Calgary y Vancouver. El 11 de noviembre, el Aeropuerto John Wayne inauguró la nueva Terminal C, con nuevos despachos de aduanas para los vuelos internacionales, más cafeterías y restaurantes, nuevos mostradores de facturación y venta de billetes, así como más puertas de embarque a los aviones. Al mismo tiempo, Southwest Airlines y Frontier Airlines trasladaron sus operaciones a la nueva terminal.
En el año 2012, AirTran Airways comenzó a prestar servicio a Las Vegas, Ciudad de México, San José del Cabo y San Francisco. Esta es también fue la primera vez que el aeropuerto tenía vuelos internacionales con México. Esto hizo que el Aeropuerto John Wayne fuese uno de los aeropuertos más concurridos del estado de California.

## Terminales

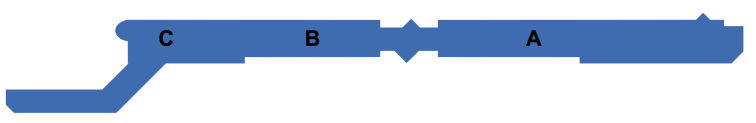
Terminales.

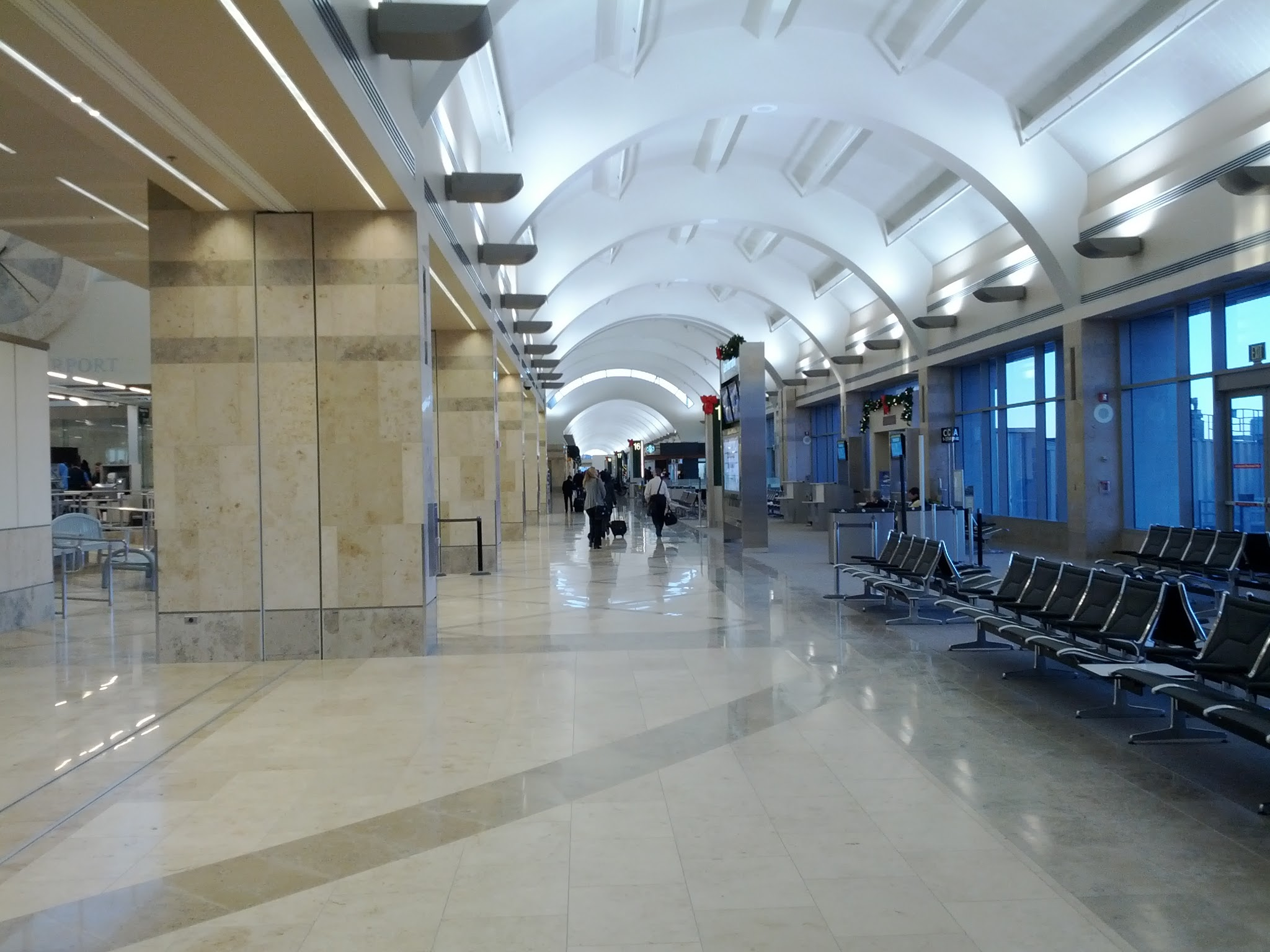
Área de puertas de la Terminal C.

La terminal principal de pasajeros, la terminal Thomas F. Riley, se llama así por el supervisor del condado, que presionó para la ampliación del aeropuerto, en la década de 1980. La Terminal Thomas F. Riley se divide en tres áreas terminales, A, B y C con puertas de embarque de pasajeros dedicados en el extremo norte de la Terminal A y extremo sur de la Terminal C.
Las tres terminales, A, B y C, están dentro del mismo edificio Thomas F. Riley y el control de seguridad se encuentra antes por lo que se puede recorrer del "lado aire" entre todas las áreas terminales. Existen carriles de inspección de seguridad en las tres terminales adyacentes a las áreas de documentación. Todas las áreas de control de seguridad también tienen un carril de "vía rápida" para pasajeros de primera clase y frecuentes. El cambio entre los terminales en el interior antes de cruzar seguridad por el "lado tierra" también es posible, las áreas de mostradores de documentación que hay entre las tres terminales están conectadas por pasarelas para permitir el acceso entre todas los terminales. Wi-Fi complementario está disponible en las tres terminales.

### Terminales A y B
Los terminales A y B fueron construidos en 1990 para sustituir a la antigua Terminal Martin Eddie, que fue cerrada al abrir las nuevas terminales. En noviembre de 2011, la Terminal A agregó una zona de embarque remota, junto con puertas renovadas, señalización y pantallas de información en ambas terminales A y B.
Los terminales A y B fueron diseñados por Gensler & Associates, Leason Pomeroy Associates y Thompson Consultants International Cuentan con restaurantes, bares y tiendas con un restaurante temático ubicado en la zona de conexión del lado aire de ambas terminales. En la rotonda superior arriba del restaurante temático hay una sala vip Admirals Club de American Airlines (que opera desde la Terminal A) y una sala vip United Club (que opera desde la Terminal B).

### Terminal C
La Terminal C abrió en noviembre de 2011 y sumó siete nuevas puertas, una zona de embarque remota y nuevos restaurantes y comercios.
La Terminal C también proporciona un Servicio de Inspección Federal de Aduanas y Protección Fronteriza FIS para vuelos internacionales que no tienen permiso previo. Dos puertas de llegada comunican con el FIS a los pasajeros. La instalación del FIS tiene quioscos de Global Entry para los usuarios registrados para acortar el tiempo. La instalación FIS fue diseñado por Gensler.

### Nivel de llegadas
El nivel de llegadas se encuentra en la planta baja del aeropuerto y ofrece siete carruseles de reclamo de equipajes, dos en la Terminal A, dos en la Terminal B y tres en la Terminal C. Inmediatamente fuera del reclamo de equipaje está la zona de recogida. Las oficinas de alquiler de automóviles están entre el área de reclamo de equipaje de las Terminales A y B con la mayoría de las agencias de alquiler en el lugar en los niveles más bajos de las instalaciones del estacionamiento al otro lado de la zona de llegadas entre las terminales A y B. Al otro lado de la calle desde la zona de llegadas entre las Terminales A y B hay una isla para el transporte público, incluidos los taxis, autobuses y el Disneyland Resort Express.

## Aerolíneas y destinos

### Pasajeros
Las siguientes aerolíneas ofrecen servicio regular de pasajeros. Todas las llegadas internacionales (excluidos los vuelos desde los destinos con predespacho de aduana) se procesan en la Terminal C.
| Aerolíneas         | Destinos | Terminal |
| ------------------ | --- | -------- |
| Air Canada         | Vancouver | A        |
| Alaska Airlines    | Boise, Everett, Portland (OR), San Francisco, Santa Rosa, Seattle/Tacoma, Spokane (inicia el 7 de enero de 2026), Tucson                                 | B        |
| Allegiant Air      | Boise, Colorado Springs, Eugene, Idaho Falls, Medford, Missoula, Provo Estacional: Des Moines                                                            | C        |
| American Airlines  | Charlotte, Chicago-O'Hare, Dallas/Fort Worth, Nueva York-JFK, Phoenix–Sky Harbor                                                                         | A        |
| Breeze Airways     | Ogden, Provo Estacional: Columbus–Glenn, Grand Junction, Montrose, Orlando, Tampa                                                                        | A        |
| Delta Air Lines    | Atlanta, Detroit, Mineápolis/St. Paul, Salt Lake City, Seattle/Tacoma                                                                                    | A        |
| Delta Connection   | Las Vegas, Salt Lake City, Seattle/Tacoma | A        |
| Frontier Airlines  | Denver, Las Vegas, Phoenix–Sky Harbor, Salt Lake City (inicia el 9 de octubre de 2025), San Francisco                                                    | C        |
| JSX                | Concord (CA), Las Vegas, Reno/Tahoe, Salt Lake City, Scottsdale Estacional: Monterey, Napa                                                               | ACI Jet  |
| Southwest Airlines | Austin, Dallas–Love, Denver, Las Vegas, Oakland, Phoenix–Sky Harbor, Puerto Vallarta, Sacramento, San José (CA), San José del Cabo Estacional: Nashville | C        |
| Spirit Airlines    | Las Vegas, Oakland | C        |
| United Airlines    | Chicago-O'Hare, Denver, Houston-Intercontinental, Newark, San Francisco                                                                                  | B        |
| United Express     | San Francisco | B        |
| WestJet            | Calgary | A        |

### Carga
| Aerolíneas    | Destinos                            |
| ------------- | ----------------------------------- |
| FedEx Express | Los Ángeles, Memphis, Portland (OR) |
| UPS Airlines  | Louisville, Phoenix–Sky Harbor      |

### Destinos nacionales
Se brinda servicio a 45 ciudades dentro del país a cargo de 11 aerolíneas.
| Destinos nacionales del Aeropuerto de Orange County SNA ATL AUS BOI CLT ORD COS CMH CCR DFW DAL DEN DSM DTW EUG PAE GJT IAH IDA LAS MFR MSP MSO MRY MTJ APC BNA EWR JFK OAK OGD MCO PHX PDX PVU RNO SMF SLC SFO SJC SCF STS SEA GEG TPA TUS | Destinos nacionales del Aeropuerto de Orange County SNA ATL AUS BOI CLT ORD COS CMH CCR DFW DAL DEN DSM DTW EUG PAE GJT IAH IDA LAS MFR MSP MSO MRY MTJ APC BNA EWR JFK OAK OGD MCO PHX PDX PVU RNO SMF SLC SFO SJC SCF STS SEA GEG TPA TUS | Destinos nacionales del Aeropuerto de Orange County SNA ATL AUS BOI CLT ORD COS CMH CCR DFW DAL DEN DSM DTW EUG PAE GJT IAH IDA LAS MFR MSP MSO MRY MTJ APC BNA EWR JFK OAK OGD MCO PHX PDX PVU RNO SMF SLC SFO SJC SCF STS SEA GEG TPA TUS | Destinos nacionales del Aeropuerto de Orange County SNA ATL AUS BOI CLT ORD COS CMH CCR DFW DAL DEN DSM DTW EUG PAE GJT IAH IDA LAS MFR MSP MSO MRY MTJ APC BNA EWR JFK OAK OGD MCO PHX PDX PVU RNO SMF SLC SFO SJC SCF STS SEA GEG TPA TUS | Destinos nacionales del Aeropuerto de Orange County SNA ATL AUS BOI CLT ORD COS CMH CCR DFW DAL DEN DSM DTW EUG PAE GJT IAH IDA LAS MFR MSP MSO MRY MTJ APC BNA EWR JFK OAK OGD MCO PHX PDX PVU RNO SMF SLC SFO SJC SCF STS SEA GEG TPA TUS | Destinos nacionales del Aeropuerto de Orange County SNA ATL AUS BOI CLT ORD COS CMH CCR DFW DAL DEN DSM DTW EUG PAE GJT IAH IDA LAS MFR MSP MSO MRY MTJ APC BNA EWR JFK OAK OGD MCO PHX PDX PVU RNO SMF SLC SFO SJC SCF STS SEA GEG TPA TUS | Destinos nacionales del Aeropuerto de Orange County SNA ATL AUS BOI CLT ORD COS CMH CCR DFW DAL DEN DSM DTW EUG PAE GJT IAH IDA LAS MFR MSP MSO MRY MTJ APC BNA EWR JFK OAK OGD MCO PHX PDX PVU RNO SMF SLC SFO SJC SCF STS SEA GEG TPA TUS | Destinos nacionales del Aeropuerto de Orange County SNA ATL AUS BOI CLT ORD COS CMH CCR DFW DAL DEN DSM DTW EUG PAE GJT IAH IDA LAS MFR MSP MSO MRY MTJ APC BNA EWR JFK OAK OGD MCO PHX PDX PVU RNO SMF SLC SFO SJC SCF STS SEA GEG TPA TUS | Destinos nacionales del Aeropuerto de Orange County SNA ATL AUS BOI CLT ORD COS CMH CCR DFW DAL DEN DSM DTW EUG PAE GJT IAH IDA LAS MFR MSP MSO MRY MTJ APC BNA EWR JFK OAK OGD MCO PHX PDX PVU RNO SMF SLC SFO SJC SCF STS SEA GEG TPA TUS |
| Destinos | Southwest Airlines | Allegiant Air | Alaska Airlines | Breeze Airways | JSX | Delta Air Lines | Otra | # |
| --- | --- | --- | --- | --- | --- | --- | --- | --- |
| Atlanta (ATL) | | | | | | • | | 1 |
| Austin (AUS) | • | | | | | | | 1 |
| Boise (BOI) | | • | • | | | | | 2 |
| Charlotte (CLT) | | | | | | | American Airlines | 1 |
| Chicago (ORD) | | | | | | | American Airlines / United Airlines | 2 |
| Colorado Springs (COS) | | • | | | | | | 1 |
| Columbus (CMH) | | | | • | | | | 1 |
| Concord (CCR) | | | | | • | | | 1 |
| Dallas (DFW) | | | | | | | American Airlines | 1 |
| Dallas (DAL) | • | | | | | | | 1 |
| Denver (DEN) | • | | | | | | United Airlines / Frontier Airlines | 3 |
| Des Moines (DSM) | | • | | | | | | 1 |
| Detroit (DTW) | | | | | | • | | 1 |
| Eugene (EUG) | | • | | | | | | 1 |
| Everett (PAE) | | | • | | | | | 1 |
| Grand Junction (GJT) | | | | • | | | | 1 |
| Houston (IAH) | | | | | | | United Airlines | 1 |
| Idaho Falls (IDA) | | • | | | | | | 1 |
| Las Vegas (LAS) | • | | | | • | • | Frontier Airlines / Spirit Airlines | 5 |
| Medford (MFR) | | • | | | | | | 1 |
| Mineápolis (MSP) | | | | | | • | | 1 |
| Missoula (MSO) | | • | | | | | | 1 |
| Monterey (MRY) | | | | | • | | | 1 |
| Montrose (MTJ) | | | | • | | | | 1 |
| Napa (APC) | | | | | • | | | 1 |
| Nashville (BNA) | • | | | | | | | 1 |
| Newark (EWR) | | | | | | | United Airlines | 1 |
| Nueva York (JFK) | | | | | | | American Airlines | 1 |
| Oakland (OAK) | • | | | | | | Spirit Airlines | 2 |
| Orlando (MCO) | | | | • | | | | 1 |
| Ogden (OGD) | | | | • | | | | 1 |
| Phoenix (PHX) | • | | | | | | American Airlines / Frontier Airlines | 3 |
| Portland (PDX) | | | • | | | | | 1 |
| Provo (PVU) | | • | | • | | | | 2 |
| Reno (RNO) | | | | | • | | | 1 |
| Sacramento (SMF) | • | | | | | | | 1 |
| Salt Lake City (SLC) | | | | | • | • | Frontier Airlines | 3 |
| San Francisco (SFO) | | | • | | | | United Airlines / Frontier Airlines | 3 |
| San José (SJC) | • | | | | | | | 1 |
| Santa Rosa (STS) | | | • | | | | | 1 |
| Scottsdale (SCF) | | | | | • | | | 1 |
| Seattle (SEA) | | | • | | | • | | 2 |
| Spokane (GEG) | | | • | | | | | 1 |
| Tampa (TPA) | | | | • | | | | 1 |
| Tucson (TUS) | | | • | | | | | 1 |
| Total | 9 | 8 | 8 | 7 | 7 | 6 | 17 | 45 |

### Destinos internacionales

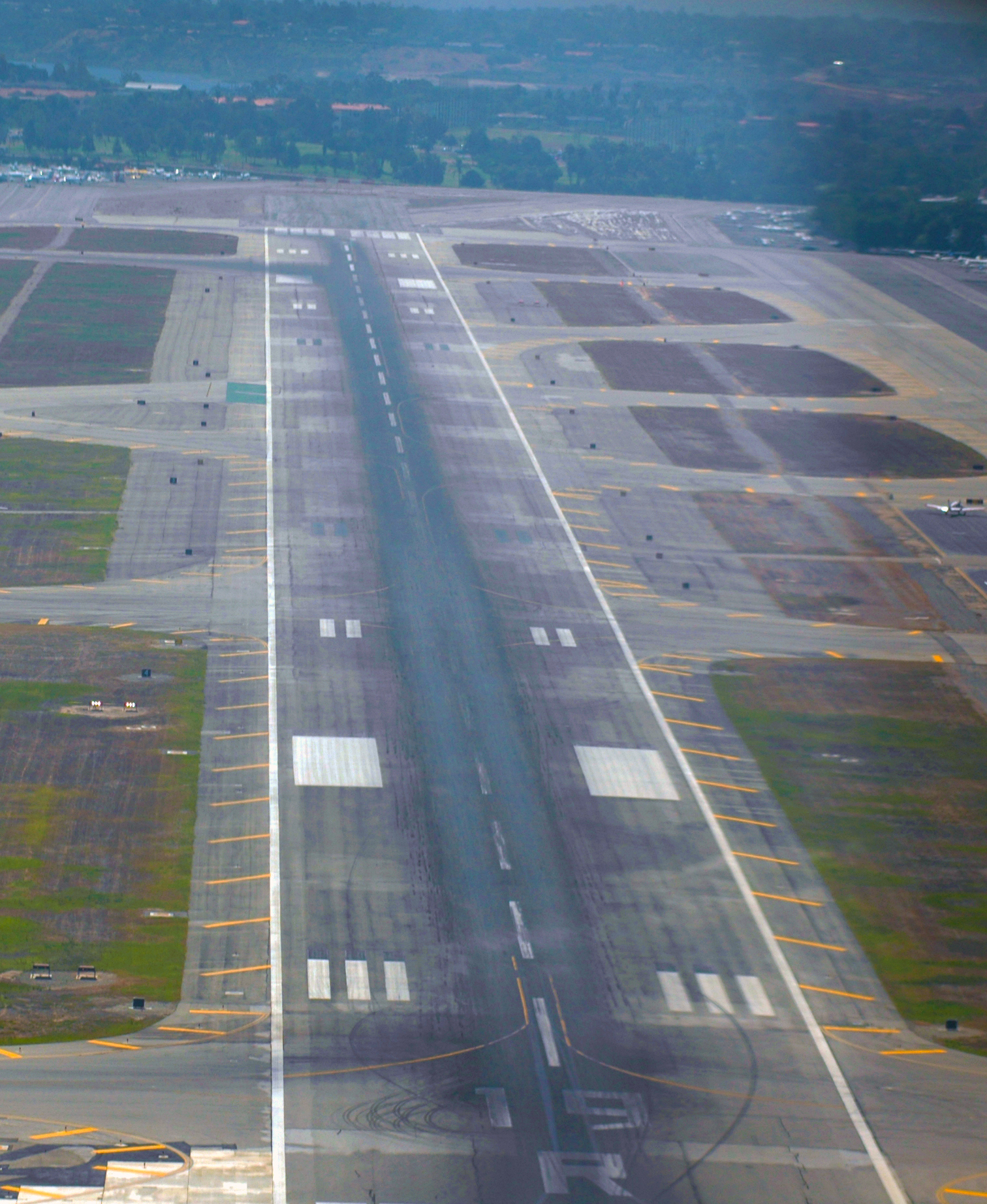
Aeropuerto John Wayne: Ex marcas de pista de 19 Derecha/1 Izquierda (19R/1L) antes de la modificación del rumbo de pista debido al cambio polar.

Se ofrece servicio a 4 destinos internacionales, a cargo de 3 aerolíneas.
| Canadá (2 destinos, 2 aerolíneas)         |                                             |                    |   |
| Calgary                                   | Aeropuerto Internacional de Calgary         | WestJet            | A |
| Vancouver                                 | Aeropuerto Internacional de Vancouver       | Air Canada         | A |
| México (2 destinos, 1 aerolínea)          |                                             |                    |   |
| Puerto Vallarta                           | Aeropuerto Internacional de Puerto Vallarta | Southwest Airlines | C |
| San José del Cabo                         | Aeropuerto Internacional de Los Cabos       | Southwest Airlines | C |
| Total: 4 destinos, 2 países, 3 aerolíneas |                                             |                    |   |

## Pistas de aterrizaje

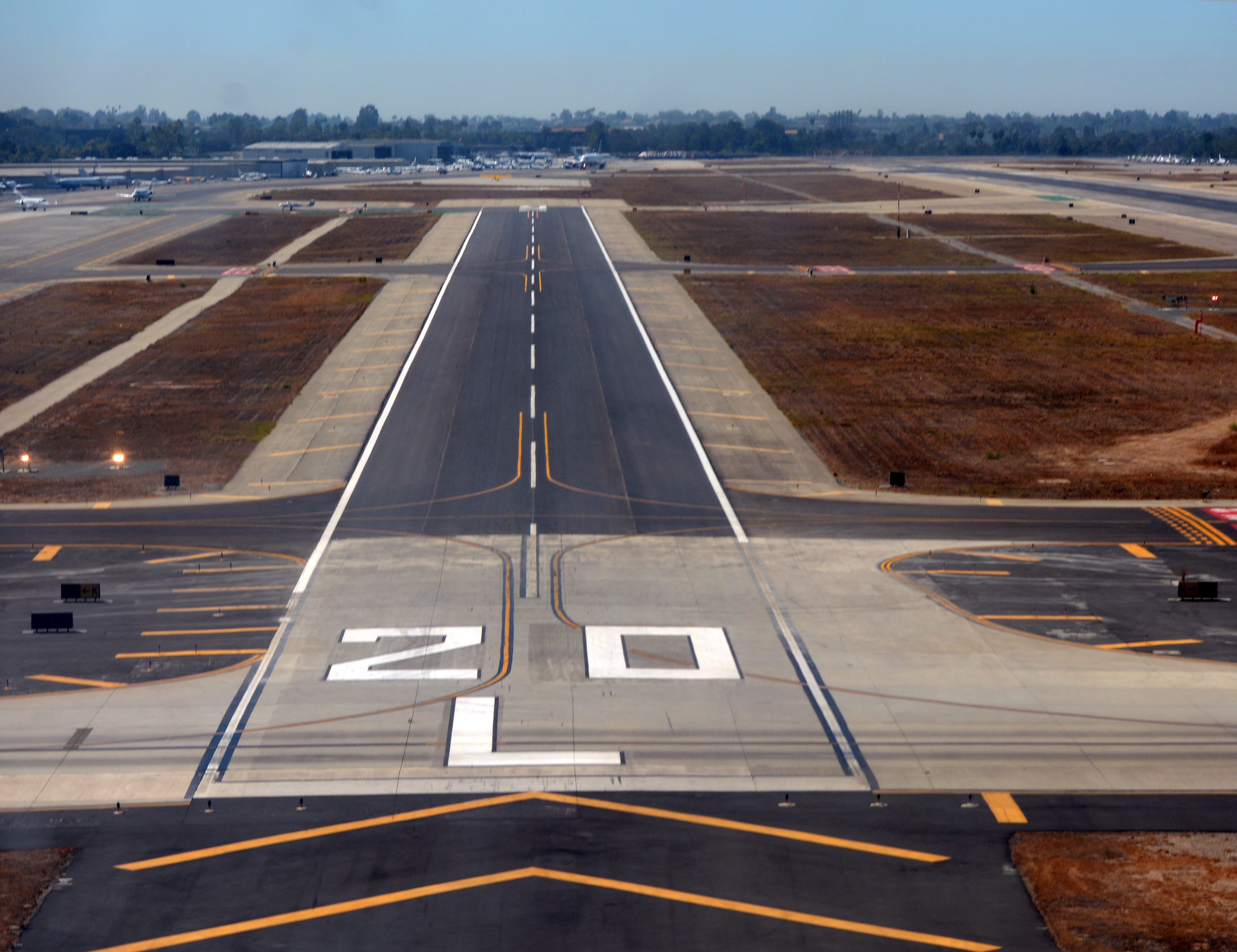
La pista más corta del SCN, la pista 20L alrededor del año 2014.

El Aeropuerto John Wayne cubre un área de 2.04 km² (504 acres). El aeropuerto cuenta con múltiples instalaciones de aviación general, un edificio con una explanada parar las líneas aéreas dividido en tres áreas terminales y 2 pistas de aterrizaje pavimentadas.
- Pista 2L / 20R: 1,738 m × 46 m (5,701 x 150 pies), utilizada por los aviones comerciales y de aviación general que sirve al tráfico de entrada y salida al oeste del aeropuerto. Esta pista está equipada con ILS.
- Pista 2R / 20L: 880 m × 23 m (2,887 x 75 pies), utilizada por las aeronaves de aviación general más pequeños y avionetas.

## Aviación general

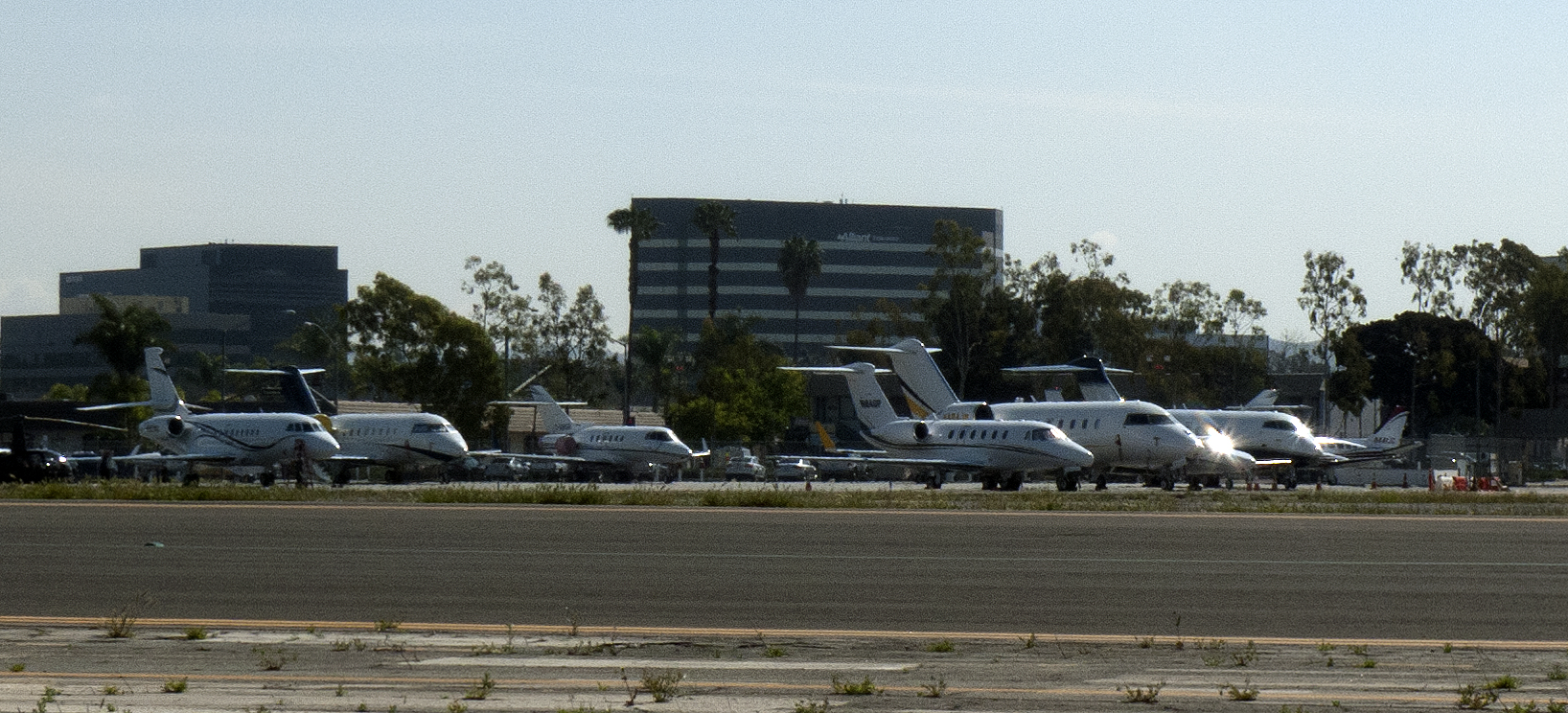
Jets privados en la pista del aeropuerto John Wayne de Atlantic Aviation.

El aeropuerto es la base de operaciones de aproximadamente 450 aeronaves de aviación general.

El Plan Maestro General de Aviación adoptado a principios de 1990 limita el número de FBOs (operadores de base fija) en el aeropuerto John Wayne a dos, actualmente Atlantic Aviation y Signature Flight Support. Además de apoyar las ventas de combustible y otros servicios de aeronaves, estas empresas de arriendan las instalaciones de entrenamiento de vuelo, chárter y las empresas de mantenimiento de aeronaves.
- FBO's:
Atlantic Aviation
Signature Flight Support
- Negocios del aeropuerto
American Aircraft Maintenance
Martin Aviation Aircraft Maintenance
HeliStream
OC Helicopters
Orange County Flight Center
Revolution Aviation Archivado el 1 de agosto de 2016 en Wayback Machine.
Royal Aviation
Sunrise Aviation
Western Avionics

## Estadísticas

### Rutas más transitadas
| Número | Ciudad                    | Pasajeros | Aerolínea                                              |
| ------ | ------------------------- | --------- | ------------------------------------------------------ |
| 1      | Phoenix, Arizona          | 512,000   | American Airlines, Southwest Airlines                  |
| 2      | Seattle, Washington       | 480,000   | Alaska Airlines, Delta Connection, Southwest Airlines  |
| 3      | Denver, Colorado          | 454,000   | Frontier Airlines, Southwest Airlines, United Airlines |
| 4      | Las Vegas, Nevada         | 423,000   | Delta Connection, Southwest Airlines                   |
| 5      | Dallas, Texas             | 407,000   | American Airlines                                      |
| 6      | San Francisco, California | 334,000   | Southwest Airlines, United Airlines, United Express    |
| 7      | Chicago, Illinois         | 298,000   | American Airlines, United Airlines                     |
| 8      | San José, California      | 259,000   | Alaska Airlines, Southwest Airlines                    |
| 9      | Oakland, California       | 254,000   | Southwest Airlines                                     |
| 10     | Sacramento, California    | 231,000   | Southwest Airlines                                     |

### Tráfico anual
| Año  | Pasajeros | Cambio |  | Año  | Pasajeros | Cambio |  | Año  | Pasajeros  | Cambio |  | Año  | Pasajeros  | Cambio |
| ---- | --------- | ------ |  | ---- | --------- | ------ |  | ---- | ---------- | ------ |  | ---- | ---------- | ------ |
| 1990 | 4,586,596 | --     |  | 2000 | 7,772,801 | 4.0%   |  | 2010 | 8,663,452  | 0.5%   |  | 2020 | 3,794,850  | 64.4%  |
| 1991 | 5,345,284 | 16.5%  |  | 2001 | 7,324,557 | 5.8%   |  | 2011 | 8,609,008  | 0.6%   |  | 2021 | 7,700,489  | 30.8%  |
| 1992 | 5,672,603 | 6.1%   |  | 2002 | 7,903,066 | 7.9%   |  | 2012 | 8,857,944  | 2.9%   |  | 2022 | 11,360,839 | 47.5%  |
| 1993 | 6,141,981 | 8.3%   |  | 2003 | 8,535,130 | 8.0%   |  | 2013 | 9,232,789  | 4.2%   |  | 2023 | 11,741,325 | 3.3%   |
| 1994 | 6,773,977 | 10.3%  |  | 2004 | 9,272,394 | 8.6%   |  | 2014 | 9,386,033  | 1.7%   |  | 2024 | 11,089,405 | 5.6%   |
| 1995 | 7,159,154 | 5.7%   |  | 2005 | 9,627,032 | 3.8%   |  | 2015 | 10,180,258 | 8.5%   |  | 2025 |            |        |
| 1996 | 7,307,750 | 2.1%   |  | 2006 | 9,613,480 | 0.1%   |  | 2016 | 10,496,511 | 4.6%   |  | 2026 |            |        |
| 1997 | 7,718,415 | 5.6%   |  | 2007 | 9,979,699 | 3.8%   |  | 2017 | 10,423,578 | 0.7%   |  | 2027 |            |        |
| 1998 | 7,460,179 | 3.3%   |  | 2008 | 8,989,603 | 9.9%   |  | 2018 | 10,664,038 | 2.3%   |  | 2028 |            |        |
| 1999 | 7,470,415 | 0.1%   |  | 2009 | 8,705,199 | 3.2%   |  | 2019 | 10,656,986 | 0.1%   |  | 2029 |            |        |

## Aeropuertos cercanos
Los aeropuertos más cercanos son:
- Aeropuerto de Long Beach (30 km)
- Aeropuerto Internacional LA/Ontario (48 km)
- Aeropuerto Internacional de Los Ángeles (58 km)
- Aeropuerto de Hollywood Burbank (73 km)
- Aeropuerto McClellan-Palomar (83 km)